# Benzilamină
Benzilamina este un compus organic cu formula C6H5CH2NH2, fiind format dintr-o grupă aminică atașată unui rest benzil.

## Obținere
Există diverse metode de obținere a benzilaminei, metoda principală industrială fiind bazată pe reacția clorurii de benzil cu amoniac. Alte metode sunt reducerea benzonitrilului și aminarea reductivă a benzaldehidei, ambele realizându-se cu nichel Raney.

## Proprietăți
Dă reacția Schotten-Baumann, prin reacția cu clorura de acetil: